# کورلی (روسیه)
کورلی (به لاتین: Korely) یک منطقهٔ مسکونی در روسیه است که در استان آرخانگلسک واقع شده‌است.